# Capdrot
Capdrot (trong tiếng Occitan Cap Dròt) là một xã của Pháp nằm ở tỉnh Dordogne trong vùng Aquitaine của Pháp. Xã này có diện tích 43,72 km2, dân số năm 2005 là 488 người. Xã nằm ở khu vực có độ cao trung bình 150 m trên mực nước biển.

## Thông tin nhân khẩu
En 1864: 1177
| Năm    | 1962 | 1968 | 1975 | 1982 | 1990 | 1999 | 2005 |
| ------ | ---- | ---- | ---- | ---- | ---- | ---- | ---- |
| Dân số | 505  | 435  | 469  | 467  | 502  | 507  | 488  |